# Честермір
Честермір (англ. Chestermere) — місто в Канаді, у провінції Альберта, у складі муніципального району Рокі-В'ю.

## Населення
За даними перепису 2016 року, місто нараховувало 19887 осіб, показавши зростання на 34,2%, порівняно з 2011-м роком. Середня густина населення становила 603,8 осіб/км².
З офіційних мов обидвома одночасно володіли 840 жителів, тільки англійською — 18 660, а 375 — жодною з них. Усього 5,005 осіб вважали рідною мовою не одну з офіційних, з них 5 — одну з корінних мов, а 30 — українську.
Працездатне населення становило 11 330 осіб (75,3% усього населення), рівень безробіття — 7,3% (7,5% серед чоловіків та 7,1% серед жінок). 85,2% осіб були найманими працівниками, а 13,5% — самозайнятими.
Середній дохід на особу становив $67 605 (медіана $49 384), при цьому для чоловіків — $83 093, а для жінок $52 405 (медіани — $63 776 та $38 491 відповідно).
30,7% мешканців мали закінчену шкільну освіту, не мали закінченої шкільної освіти — 16,7%, 52,5% мали післяшкільну освіту, з яких 38,2% мали диплом бакалавра, або вищий, 15 осіб мали вчений ступінь.
| Статево-вікова структура населення | Статево-вікова структура населення | Статево-вікова структура населення | Статево-вікова структура населення | Статево-вікова структура населення |
| ---------------------------------- | ---------------------------------- | ---------------------------------- | ---------------------------------- | ---------------------------------- |
|                                    |                                    |                                    |                                    |                                    |
| Всього                             | Всього                             | 49,8%50,2%                         |                                    |                                    |
| 0 — 14 років                       | 0 — 14 років                       |                                    | 24,2%                              | 24,2%                              |
| 15 — 64 років                      | 15 — 64 років                      |                                    | 68,7%                              | 68,7%                              |
| 65 і більше                        | 65 і більше                        |                                    | 7,1%                               | 7,1%                               |
| 85 і більше                        | 85 і більше                        |                                    | 0,4%                               | 0,4%                               |
| Середній вік (років)               | Середній вік (років)               | 34,234,5                           | 34,4                               | 34,4                               |
| Медіана (років)                    | Медіана (років)                    | 35,235,4                           | 35,3                               | 35,3                               |
| — чоловіки — жінки                 |                                    |                                    |                                    |                                    |

| Походження мешканців:     | Походження мешканців:     | Походження мешканців: | Походження мешканців: | Походження мешканців: |
| ------------------------- | ------------------------- | --------------------- | --------------------- | --------------------- |
| Походження                |                           |                       | осіб                  | %                     |
| Корінні американці        | Корінні американці        |                       | 875                   | 4.4%                  |
| Інше північноамериканське | Інше північноамериканське |                       | 4 525                 | 22.75%                |
| Європейське               | Європейське               |                       | 11 135                | 55.99%                |
| британське                | британське                |                       | 6 750                 | 33.94%                |
| французьке                | французьке                |                       | 1 625                 | 8.17%                 |
| українське                | українське                |                       | 1 290                 | 6.49%                 |
| Латинськоамериканське     | Латинськоамериканське     |                       | 420                   | 2.11%                 |
| Карибське                 | Карибське                 |                       | 215                   | 1.08%                 |
| Африканське               | Африканське               |                       | 485                   | 2.44%                 |
| Азійське                  | Азійське                  |                       | 6 315                 | 31.75%                |
| Океанійське               | Океанійське               |                       | 200                   | 1.01%                 |

| Зайнятість населення за галузями (за класифікацією NOC): | Зайнятість населення за галузями (за класифікацією NOC): | Зайнятість населення за галузями (за класифікацією NOC): | Зайнятість населення за галузями (за класифікацією NOC): | Зайнятість населення за галузями (за класифікацією NOC): |
| -------------------------------------------------------- | -------------------------------------------------------- | -------------------------------------------------------- | -------------------------------------------------------- | -------------------------------------------------------- |
|                                                          |                                                          |                                                          |                                                          |                                                          |
| Управління                                               | Управління                                               |                                                          | 15,4%                                                    | 15,4%                                                    |
| Бізнес, фінанси та адміністрування                       | Бізнес, фінанси та адміністрування                       |                                                          | 16,8%                                                    | 16,8%                                                    |
| Природничі та прикладні науки                            | Природничі та прикладні науки                            |                                                          | 8,7%                                                     | 8,7%                                                     |
| Охорона здоров'я                                         | Охорона здоров'я                                         |                                                          | 5,2%                                                     | 5,2%                                                     |
| Освіта, правозахист, муніципальні та урядові служби      | Освіта, правозахист, муніципальні та урядові служби      |                                                          | 7,8%                                                     | 7,8%                                                     |
| Мистецтво, культура, відпочинок та спорт                 | Мистецтво, культура, відпочинок та спорт                 |                                                          | 1,3%                                                     | 1,3%                                                     |
| Роздрібна торгівля та послуги                            | Роздрібна торгівля та послуги                            |                                                          | 23,1%                                                    | 23,1%                                                    |
| Гуртова торгівля, транспорт та обладнання                | Гуртова торгівля, транспорт та обладнання                |                                                          | 17%                                                      | 17%                                                      |
| Природні ресурси, сільське господарство                  | Природні ресурси, сільське господарство                  |                                                          | 1,8%                                                     | 1,8%                                                     |
| Виробництво                                              | Виробництво                                              |                                                          | 2,9%                                                     | 2,9%                                                     |

## Клімат
Середня річна температура становить 3,6°C, середня максимальна – 22,1°C, а середня мінімальна – -17,5°C. Середня річна кількість опадів – 420 мм.
| Клімат поселення                              | Клімат поселення | Клімат поселення | Клімат поселення | Клімат поселення | Клімат поселення | Клімат поселення | Клімат поселення | Клімат поселення | Клімат поселення | Клімат поселення | Клімат поселення | Клімат поселення | Клімат поселення |
| Показник                                      | Січ.             | Лют.             | Бер.             | Квіт.            | Трав.            | Черв.            | Лип.             | Серп.            | Вер.             | Жовт.            | Лист.            | Груд.            |                  |
| Середній максимум, °C                         | −3,72            | −0,16            | 4,31             | 11,07            | 16,68            | 20,66            | 22,12            | 21,84            | 16,84            | 11,20            | 2,84             | −2,32            |                  |
| Середня температура, °C                       | −10,6            | −7,04            | −2,57            | 4,20             | 9,79             | 13,78            | 15,95            | 15,66            | 10,66            | 5,02             | −3,34            | −8,49            |                  |
| Середній мінімум, °C                          | −17,48           | −13,92           | −9,44            | −2,68            | 2,91             | 6,90             | 9,76             | 9,48             | 4,47             | −1,16            | −9,51            | −14,67           |                  |
| Норма опадів, мм                              | 13               | 11               | 21               | 25               | 55               | 87               | 61               | 57               | 47               | 16               | 15               | 12               |                  |
| Середньомісячна швидкість вітру, м/с          | 3.70             | 3.50             | 3.90             | 4.00             | 4.00             | 3.70             | 3.30             | 3.14             | 3.49             | 3.79             | 3.80             | 3.70             |                  |
| Середньомісячна сонячна радіація, кДж/м²·день | 3955             | 7467             | 12592            | 17152            | 20718            | 21968            | 23181            | 19561            | 13763            | 8267             | 4272             | 3083             |                  |
| --------------------------------------------- | ---------------- | ---------------- | ---------------- | ---------------- | ---------------- | ---------------- | ---------------- | ---------------- | ---------------- | ---------------- | ---------------- | ---------------- | ---------------- |
| Джерело:                                      |                  |                  |                  |                  |                  |                  |                  |                  |                  |                  |                  |                  |                  |